# Humoresque (pel·lícula de 1920)

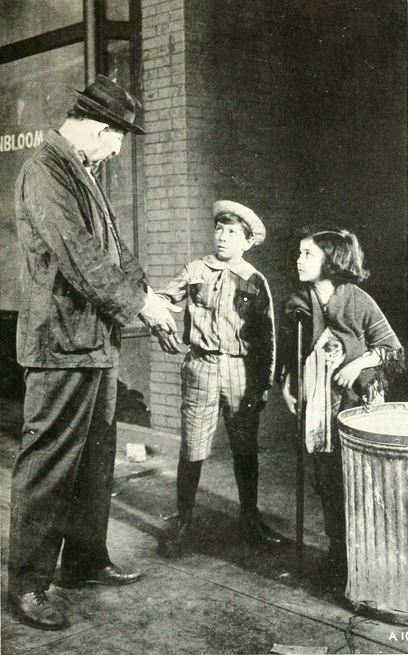
E-D: Home desconegut, Bobby Connelly i Miriam Battista a Humoresque (1920)

Humoresque (1920) és una pel·lícula americana de cinema mut produïda per Cosmopolitan Produccions. Fou realitzada per Famous Players-Lasky i Paramount Pictures, i va ser dirigida per Franc Borzage. Està basada en una història curta de Fannie Hurst i guió de Frances Marion.
Aquesta pel·lícula fou la primera pel·lícula que guanyà la Photoplay Medalla d'Honor, un precursor dels Premis Oscar a la millor pel·lícula. El 2015, la Biblioteca del Congrés dels Estats Units va seleccionar la pel·lícula per a preservar-la en el National Film Registry, considerant-la "significativa tant des del punt de vista cultural, històric i estètic".

## Argument
Leon Kantor, nascut en el “Ghetto” de Nova York, mostra una gran habilitat musical i arriba a ser un violinista famós. Havia nascut en el si d'una família jueva amb molts germans, una mare amorosa (Sarah Kantor), i un pare gasiu (Abrahm Kantor). Les primeres escenes de la pel·lícula descriuen les condicions de pobresa de la seva família així com la infantesa de Leon en la miserable Nova York, tot incloent interaccions amb companys de joc i amb la seva amiga, Gina Ginsberg, qui més tard esdevé el seu centre d'interès romàntic.
En el seu novè aniversari, Leon acompanya el seu pare a una botiga, on descobreix un violí de quatre dòlars que és del seu interès. Quan Abrahm veu que a Leon l'interessa el violí, intenta convèncer Leon perquè trii una capsa de música que és més barata i el renya quan intenta agafar el violí. Quan tornen casa, l'interès de Leon pel violí crida l'atenció de la seva mare. Sarah Kantor amb emoció creu que el que demanava en les seves oracions, tenir un fill que fos un prodigi musical, ha tingut resposta i dona a Leon el seu vell violí. Quan Leon agafa el violí i el toca, Sarah Kantor confirma el geni musical del seu fill. Durant tota la pel·lícula, l'amor de la mare de Leon és una presència important.
En una breu transició de la imatge, el nen Leon que toca el violí es transforma en un jove Leon ja adult que toca davant la família reial italiana. En les escenes següents, canvia l'estil de vida dels Kantors, amb més diners gràcies als èxits de Leon. El Kantors s'han traslladat del ghetto a un sofisticada casa en la Cinquena Avinguda i tenen servei. Leon i Gina, ara parella, expressen els seu amor. Leon i la seva família semblen viure una vida còmoda, però Leon sent inquietud amb l'esclat de Primera Guerra Mundial i el reclutament de soldats. Decideix anar a la guerra sense el coneixement de la seva mare i toca la cançó “Humoresque — que somriu a la vida amb una llàgrima al darrere” en el seu últim concert davant la seva comunitat d'infantesa. Després del concert, Leon ha de rebutjar un contracte lucratiu i més tard li diu la seva mare sobre la seva decisió. Leon toca el violí davant la seva família i com a abandona casa seva per marxar a la guerra i es compormet amb Gina per quan torni.
Després d'uns mesos a la guerra, pateix una lesió al braç i torna a Nova York. Els doctors anuncien que no podrà recuperar l'ús normal del seu braç i això desanima Leon. En les últimes escenes, Leon està assegut en una butaca, afligit pel seu braç esguerrat. Gina entra a l'habitació i seu al seu costat, recordant-li el seu compromís. Leon li respon fredament i demana a Gina que deixi d'estimar-lo, ja que és un esguerrat, un inútil sense carrera. Gina, amb el cor trencat, marxa de l'habitació i es desmaia. Leon s'acosta a ella per agafar-la amb els seus braços i amb l'ajuda d'un criat la porta a un sofà. S'adona que pot utilitzar el seu braç ferit de manera normal. Immediatament comença a tocar el violí, la música del qual la senten els pares de Leon i Gina. Acaba la pel·lícula amb tots que s'abracen.

## Repartiment
- Gaston Glass com a Leon Kantor
- Vera Gordon com a mare de Leon
- Alma Rubens com a Gina Berg (aka Minnie Ginsberg)
- Dore Davidson com a Abrahm Kantor
- Bobby Connelly com a Leon Kantor (nen)
- Helen Connelly com a Esther Kantor (nen)
- Ann Wallack com a Esther Kantor (adulta) (acreditada com a Ann Wallick)
- Sidney Carlyle com a Mannie Kantor
- Joseph Cooper com a Isadore Kantor (nena)
- Maurice Levigne com a Isadore Kantor (adulta)
- Alfred Goldberg com a Rudolph Kantor (nen)
- Edward Stanton com a Rudolph Kantor (adult)
- Louis Stern com a Sol Ginsberg (abonat com a Louis Stearns)
- Maurice Peckre com a Boris Kantor
- Ruth Sabin com a Mrs. Isadore Kantor
- Miriam Battista com a Minnie Ginsberg (nena)

## Recepció
Humoresque fou la primera pel·lícula que va rebre la Medalla d'Honor de Photoplay, el primer premi concedit a la millor pel·lícula que precedí en nou anys als Premis Oscar. Els destinataris del premi foren seleccionats pels dos milions de lectors de la revista Photoplay.

## Estat de preservació
La pel·lícula ha experimentat una restauració a càrrec de la UCLA Film and Television Archive.